# 埃德加·伍德中心

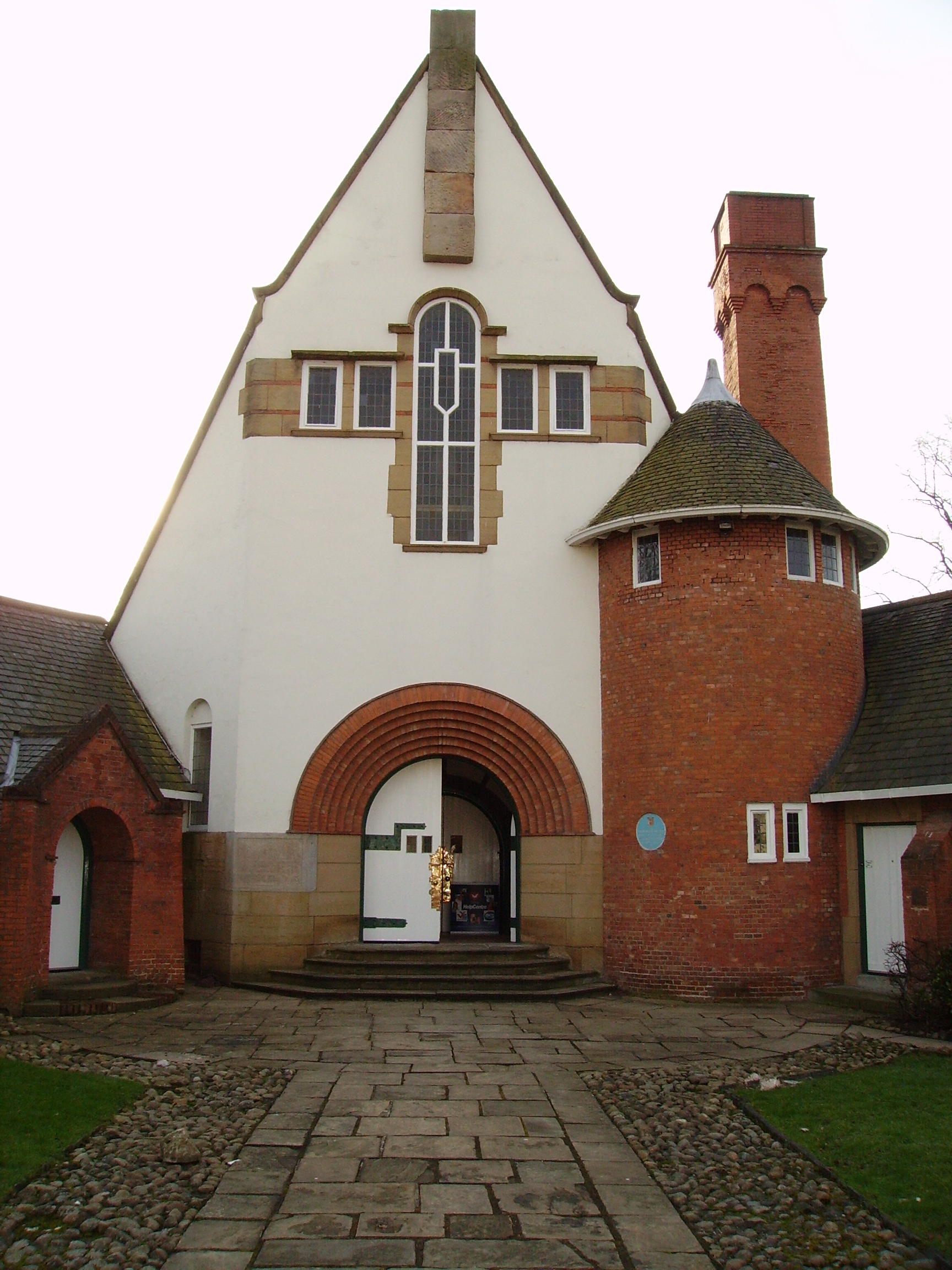
Edgar Wood Centre: View of the entrance

埃德加·伍德中心（英語：Edgar Wood Centre）是一座前基督科學教會教堂，位于曼彻斯特。佩夫斯纳认为这是“在二十世纪的英格兰教堂设计调查中，兰开夏郡唯一不可缺少的的宗教建筑物。”埃德加·伍德中心是一座I级登錄建築。

## 历史

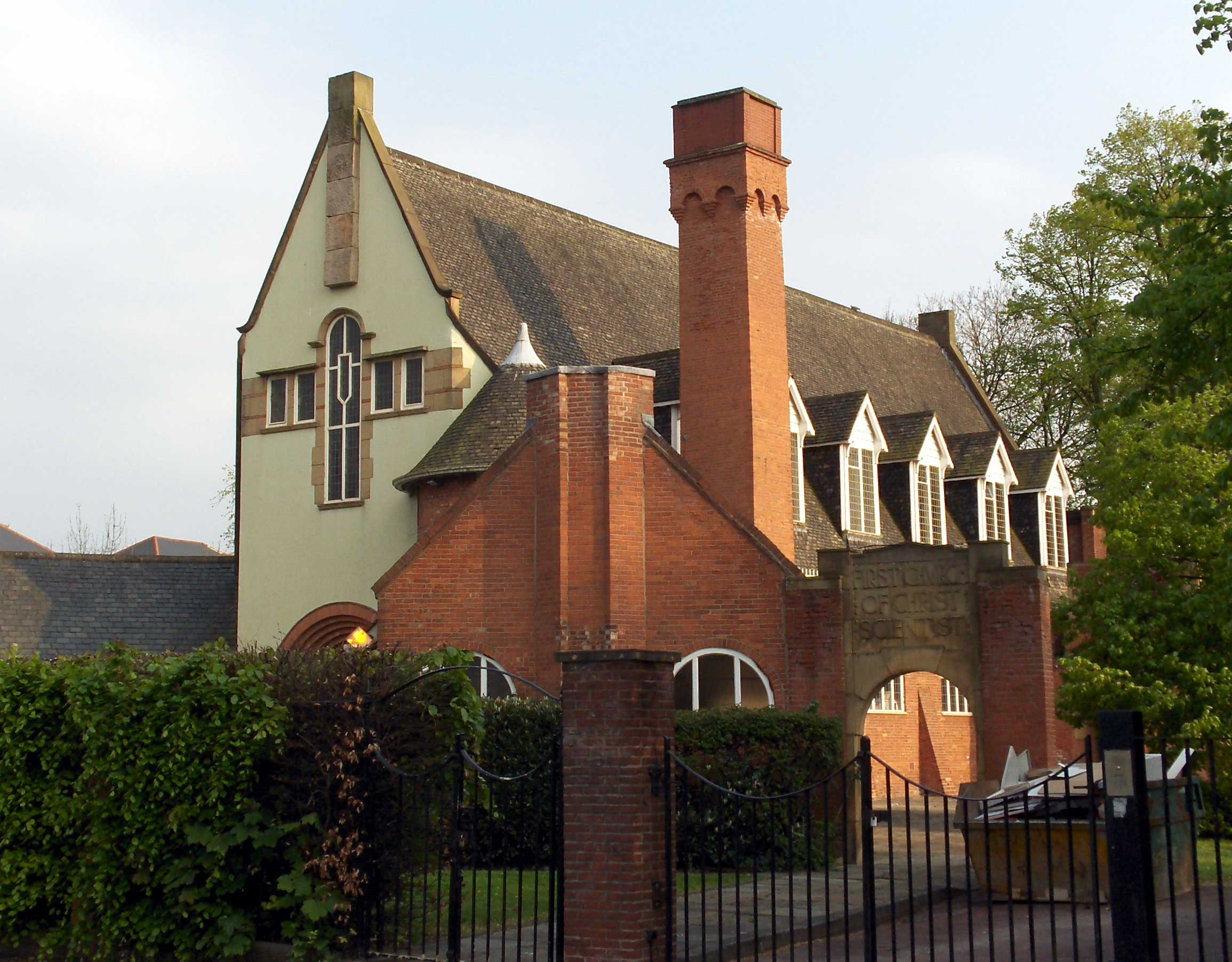
Side view

埃德加·伍德中心由建筑师埃德加·伍德（Edgar Wood）设计，是英国的第一座基督科學教會教堂，始建于1903年，于后一年完工。土地和资金的短缺导致建筑设计不完整，但1905年建筑物得到扩修，1907年完成建造。佩夫斯纳称赞此教堂是“当时英格兰——甚至全世界（基督科學教會）最原始的建筑物之一。”教堂被严重破坏后，于1971年关闭，并于1975年重新开放，改造为现在的埃德加·伍德中心。